# Albert Ammons
Pour les articles homonymes, voir Ammons.
Albert Ammons est un pianiste américain de boogie-woogie, né à Chicago (Illinois), le 23 septembre 1907, mort le 2 ou 3 décembre 1949. « Il est l'une des figures majeures du développement et de la vulgarisation de ce style pianistique ». Il produit de nombreux enregistrements, seul, en duo, en trio ou avec son propre groupe, et ce jusqu'à sa mort.

## Biographie
Adolescent, il pratique, avec son ami Meade Lux Lewis, en utilisant un piano mécanique pour se guider et développe un trémolo particulièrement puissant. D'abord chauffeur de taxi, il commence à jouer dans des clubs de Chicago. Ammons et Lewis habitent dans le même immeuble que Pine Top Smith à South Parkway. Pianiste de différents orchestres dans les années 1930, Ammons forme son propre groupe, les « Rhythm Kings » et enregistre à partir de 1936 (groupe et solo, duo et trio de piano). Son Boogie-Woogie Stomp, une nouvelle version de Pine Top's Boogie Woogie, est le premier boogie-woogie à 12 mesures interprété par un orchestre avec piano, une formule qui sera imitée par de nombreux groupes de jazz,.
Après le célèbre concert « From Spirituals to Swing » au Carnegie Hall (avec Meade Lux Lewis et Pete Johnson), il s'installe à New York et accomplit de nombreuses tournées, essentiellement avec Pete Johnson.
Il enregistre pour Vocalion et Blue Note en 1939, puis pour Commodore, Victor et Decca. Il fait brièvement partie du Lionel Hampton Band en 1949. Il enregistre également avec de nombreux chanteurs de blues, comme Big Bill Broonzy, Bumble Bee Slim, Big Joe Turner, Sister Rosetta Tharpe ou Sippie Wallace.
En dépit de l'amputation accidentelle d'un de ses doigts et des accès de paralysie, il ne cesse de jouer jusqu'à son décès.
Déjà mort lors de son arrivée à l'hôpital St. Bernard de Chicago le 3 décembre 1949, il est inhumé dans le cimetière Lincoln.
Albert est le père du saxophoniste Gene Ammons.

## Son style
C'est un excellent pianiste de boogie-woogie et, parfois, de style stride. Il utilise l'intégralité de son clavier avec un sens du swing puissant et joyeux. Il a enregistré sous son nom, mais aussi avec ses collègues pianistes Meade Lux Lewis et Pete Johnson. « Toutes les illuminations de Lewis ou les subtilités de Jimmy Yancey lui sont étrangères, mais il est sans aucun doute le pianiste le plus puissant et le plus direct parmi les grands interprètes de boogie-woogie ».